# Émile Tricon
Pour les articles homonymes, voir Tricon.
Émile Henri Tricon, né à Paris le 17 avril 1908 et décédé à Colombes le 11 janvier 2000, est un homme politique, conseiller municipal depuis 1927, adjoint, puis maire pendant 33 ans de Bois-Colombes, conseiller général, député et sénateur des Hauts-de-Seine.

## Biographie
Émile Tricon est né à Paris le 14 avril 1908 et décédé à Colombes le 11 janvier 2000.
Il fait toute sa carrière en tant qu'attaché d'agent de change et conseiller bancaire, à part son parcours politique, peu de personnes connaissent sa vie en détail, sauf qu'il habitait un appartement dans la rue de la Paix dans le centre de Bois-Colombes.
Émile Tricon est un ami intime de Charles Pasqua de vingt ans son cadet, qui lui permet de démarrer en politique dans les années 1960, les anciens disent encore aujourd'hui que Pasqua était le « chauffeur de Tricon »
En 1966, à l'initiative du Docteur Lang, il décide de jumeler Bois-Colombes avec une ville de Bavière : Neu-Ulm. Avec le temps, ce jumelage est devenu un exemple européen, faisant participer toutes les couches socioprofessionnelles des deux populations et où de réels liens d’amitié se sont noués. Bois-Colombes a contribué ainsi au rapprochement des peuples français et allemand.
Il termine sa vie politique à l'âge de 80 ans, réélu maire de Bois-Colombes en 1983, il démissionne de son mandat en 1986, remplacé par Jean-François Probst, son 1er adjoint, pour devenir sénateur des Hauts-de-Seine en remplacement de Charles Pasqua dont il était le suppléant, et qui a été nommé ministre de l'intérieur dans le Gouvernement de Jacques Chirac, il démissionne de ce poste pour que son protégé puisse retrouver son siège au Sénat en 1988 après la défaite de la droite aux législatives.
Émile Tricon a toujours affirmé ses convictions gaullistes, il a été au cours de sa carrière adhérent, élu et soutenu par les différents partis politiques issus de cette idée, RPF, UNR, UDR, et RPR.

## Carrière politique

### Mairie deBois-Colombes
- 1931-1937 : Conseiller municipal de Bois-Colombes.
- 1937-1944 : Conseiller municipal de Bois-Colombes.
- 1944-1945 : Conseiller municipal de Bois-Colombes.
- 1945-1947 : Conseiller municipal de Bois-Colombes, adjoint au maire.
- 1947-1953 : Conseiller municipal de Bois-Colombes, adjoint au maire.
- 1953-1959 : Maire RPF de Bois-Colombes
- 1959-1965 : Maire UNR de Bois-Colombes.
- 1965-1971 : Maire UDR de Bois-Colombes.
- 1971-1977 : Maire UDR de Bois-Colombes.
- 1977-1983 : Maire RPR de Bois-Colombes.
- 1983-1986 : Maire RPR de Bois-Colombes.

### Conseil généraldesHauts-de-Seine
- 1959 – 1970 : Conseiller général UDR de la Seine puis des Hauts-de-Seine, canton de Bois-Colombes.
- 1970 – 1976 : Conseiller général UDR des Hauts-de-Seine, canton de Bois-Colombes.
- 1976 – 1982 : Conseiller général RPR des Hauts-de-Seine, canton de Bois-Colombes.
- 1982 – 1988 : Conseiller général RPR des Hauts-de-Seine, canton de Bois-Colombes.
- 1988 – 1994 : Conseiller général RPR des Hauts-de-Seine, canton de Bois-Colombes.

### Assemblée nationale
- 1963-1968 : député UNR de la 37e circonscription de la Seine (aujourd'hui dans les Hauts-de-Seine[2].
- 1968-1973 : député UDR de la 3e circonscription des Hauts-de-Seine[3].

### Sénat
- 1986-1988 : sénateur RPR des Hauts-de-Seine [4].
Il y a été pendant ce temps, membre de la commission des affaires étrangères, de la défense et des forces armées[5].

## Reconnaissance
À la suite de son décès en 2000, la mairie de Bois-Colombes a voulu rendre hommage à celui qui a consacré 59 ans de sa vie à la commune, dont 33 ans en tant que maire. Le « square de Stalingrad », situé derrière la mairie a été renommé square « Émile Tricon » avec une plaque qui rappelle son engagement pour la commune.